# 마르크앙투안 마티외

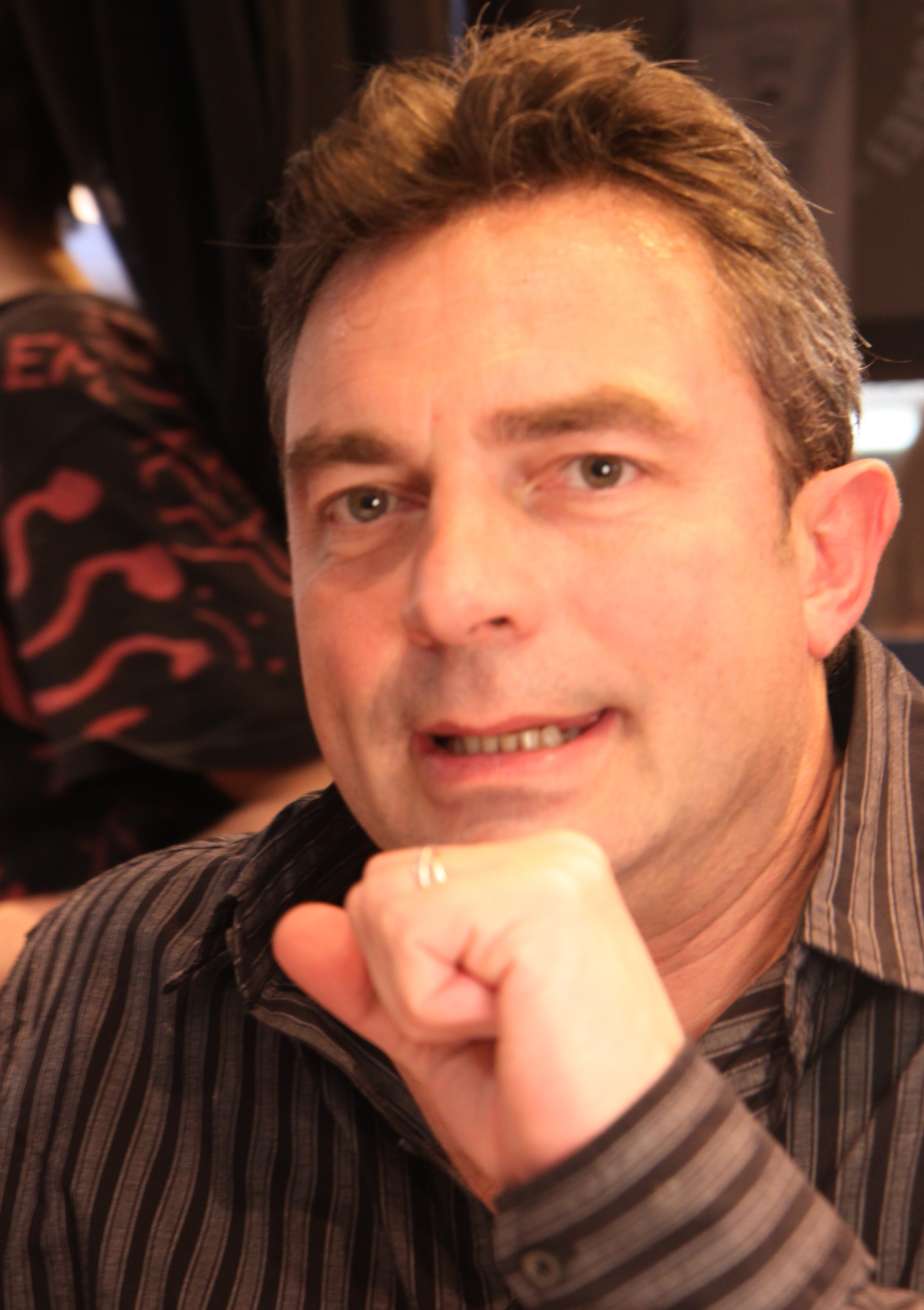
마르크앙투안 마티외

마르크앙투안 마티외(프랑스어: Marc-Antoine Mathieu, 1959년 ~ )는 프랑스의 교양 만화(Bande Dessinée) 작가이며, 앙토니(Anthony) 출신이다. 에콜 데 보자르에서 수학한 그는 1986년에 잡지 《마르셀》에서 처음으로 작품을 선보였으며, 이후로 다양한 잡지에 만화를 기고했다.
1990년, 마티외는 흑백만화 《기원》(l'Origine)이라는 작품을 교양만화 부문에 있어 커다란 인지도를 가지고 있는 ‘델쿠르’(Delcourt)를 통하여 출판, 1991년 앙굴렘 국제 만화 페스티벌에서 ‘알파-아트 감동상’(Alph-Art Coup de Cœur)을 수상한다. 그 후로 《기원》과 연결되는 4편의 작품, 《사...》(La Qu..., 1991년), 《프로세스》(Le Processus: 1993년), 《끝의 시작》(Le Début de la fin: 1995년), 《2.333차원》(La 2,333e Dimension)을 발표하여, 대작 《꿈의 포로 아크파크》(Julius Corentin Acquefacques)를 완성한다. 이 작품들 중에 제3편 《프로세스》는 1994년 앙굴렘 국제 만화 페스티벌에서 최고 시나리오상을 수상했다.
2001년에는 《르 데생》(Le Dessin)을 발표하여 시에르 페스티벌에서 최고의 작품상에 선정되었고, 2006년에는 《어느 박물관의 지하》(Les Sous-sols du Révolu - Extraits du journal d'un expe)를 발표했다. 2009년에는 명작 《신신: 어느 날, 이름도 성도 신이라는 그가 나타났다》(Dieu en personne)을 발표, 2010년 프랑스 '교양만화 비평가 저널리스트 협회'의 평론 대상(ACBD 평론 대상)을 수상했다.
현재 한국에는 《어느 박물관의 지하》가 열화당에서 김세리 역으로 2007년도에, 《꿈의 포로 아크파크》는 세미콜론에서 이세진 역으로 2010년도에 출판. 그리고 2011년에 명작 《신신: 어느 날, 이름도 성도 신이라는 그가 나타났다》이 김지희 외 역으로 출판사 휴머니스트에 의해 한국에서 번역출간됐다.

## 마르크앙투안 마티외의 작품들
- 《파리-마콩》(Paris-Mâcon, Futuropolis, 1988)
- 《기원》(l'Origine, 델쿠르, 1990)
- 《사...》(La Qu..., 델쿠르, 1991)
- 《프로세스》(Le Processus, 델쿠르 1993) - 1994년 앙굴렘 국제 만화 페스티벌에서 최고 시나리오상 수상
- 《끝의 시작》(Le Début de la fin, 델쿠르, 1995)
- 《2.333차원》(La 2,333e Dimension, 델쿠르, 2004)
- 《돌연변이》(La Mutation, L'Association, 1995)
- 《그림자들의 마음》(Le Coeur des ombres, L'Association, 1998)
- 《죽은 기억》(Mémoire morte, 델쿠르, 2000)
- 《르 데생》(Le Dessin, 델쿠르, 2001)
- 《화가 투오-랑》(Le Peintre Touo-Lan, l'An 2, 2004)
- 《승천과 또다른 이야기》(L'Ascension et autres récits, 델쿠르, 2005)
- 《어느 박물관의 지하》(Les Sous-sols du Révolu Extraits du journal d'un expert, Futuropolis/Musée du Louvre, 2006)
- 《좌우 대칭의 자동차》(La Voiture symétrique, L'Association, 2007)
- 《신신: 어느 날, 이름도 성도 신이라는 그가 나타났다》(Dieu en personne, 델쿠르, 2009) - ACBD 평론 대상
- 《3초》(3 Secondes, 델쿠르, 2011)